# Нитрат хлора
Нитрат хлора — неорганическое соединение с формулой ClNO3. Подвижная бледно-жёлтая жидкость, которая взрывается при контакте с многими органическими веществами, металлами и их хлоридами.

## Получение
Взаимодействие оксида хлора(I) и азотного ангидрида:
{\displaystyle {\mathsf {Cl_{2}O+N_{2}O_{5}\ {\xrightarrow {0^{o}C}}\ 2ClNO_{3}}}}
При более низкой температуре вещество можно получить из фторида хлора(I) и безводной азотной кислоты:
{\displaystyle {\mathsf {ClF+HNO_{3}\ {\xrightarrow {-78^{o}C}}\ ClNO_{3}+HF}}}
Нитрат хлора также образуется в стратосфере при реакции радикала ClO с диоксидом азота:
{\displaystyle {\mathsf {ClO+NO_{2}\rightarrow ClNO_{3}}}}

## Применение
Может использоваться как источник нитрат-ионов, который, в отличие от N2O4 и N2O5, не осложняет реакции катионами NO+ и NO2+:
{\displaystyle {\mathsf {TiCl_{4}+4ClNO_{3}\rightarrow Ti(NO_{3})_{4}+4Cl_{2}}}}